# Dmitri Jewgenjewitsch Dugin
Dmitri Jewgenjewitsch Dugin (russisch Дмитрий Евгеньевич Дугин; * 29. August 1968 in Moskau) ist ein ehemaliger russischer Wasserballspieler, der bei Olympischen Spielen eine Silbermedaille gewann. Hinzu kam eine Bronzemedaille bei Weltmeisterschaften.

## Karriere
Der 1,83 m große Torhüter spielte für ZSKA Moskau.
Dugin bildete viele Jahre zusammen mit Nikolai Maximow das Torhüterduo der russischen Nationalmannschaft, wobei Maximow immer deutlich mehr Einsatzzeit hatte. Bei der Weltmeisterschaft 1994 in Rom verloren die Russen im Halbfinale gegen die Spanier, im Spiel um den dritten Platz bezwangen sie die Kroaten mit 14:13. 1995 belegten die Russen den sechsten Platz bei der Europameisterschaft in Wien. Im Jahr darauf bei den Olympischen Spielen 1996 in Atlanta unterlagen die Russen im Viertelfinale den Italienern und erreichten in der Platzierungsrunde den fünften Platz. 2000 bei den Olympischen Spielen in Sydney schlugen die Russen die Mannschaft Spaniens im Halbfinale mit 8:7. Das Finale gewannen die Ungarn mit 13:6.